# Alastor afghanicus
Alastor afghanicus är en stekelart som beskrevs av Blüthgen 1956. Alastor afghanicus ingår i släktet Alastor och familjen Eumenidae. Inga underarter finns listade i Catalogue of Life.